# Holmestrand
Holmestrand – norweskie miasto i gmina leżąca w regionie Vestfold.
Holmestrand jest 396. norweską gminą pod względem powierzchni.

## Demografia
Według danych z roku 2005 gminę zamieszkuje 9604 osób, gęstość zaludnienia wynosi 112 os./km². 
Pod względem zaludnienia Holmestrand zajmuje 104. miejsce wśród norweskich gmin.
| ludność stan na 1 stycznia 2005 |         |           |       |
|                                 | kobiety | mężczyźni | razem |
| osób                            | 4723    | 4881      | 9604  |
| %                               | 49,18%  | 50,82%    | 100%  |

| wykształcenie stan na 1 października 2004 |            |         |        |          |
|                                           | podstawowe | średnie | wyższe | nieznane |
| osób                                      | 1565       | 4524    | 1477   | 196      |
| %                                         | 20,16%     | 58,28%  | 19,03% | 2,53%    |

## Edukacja
Według danych z 1 października 2004:
- liczba szkół podstawowych (norw. grunnskolar): 7
- liczba uczniów szkół podst.: 1202

## Władze gminy
Według danych na rok 2011 administratorem gminy (norw. rådmann) jest Thor Smith Stickler, natomiast burmistrzem (norw. ordfører, d. borgermester) jest Alf Johan Svele.